# Podplešivica
Podplešivica (Duits: Moosthal bei Bernstein) is een plaats in Slovenië en maakt deel uit van de gemeente Brezovica in de NUTS-3-regio Osrednjeslovenska. De plaats telde 286 inwoners op 1 januari 2020.

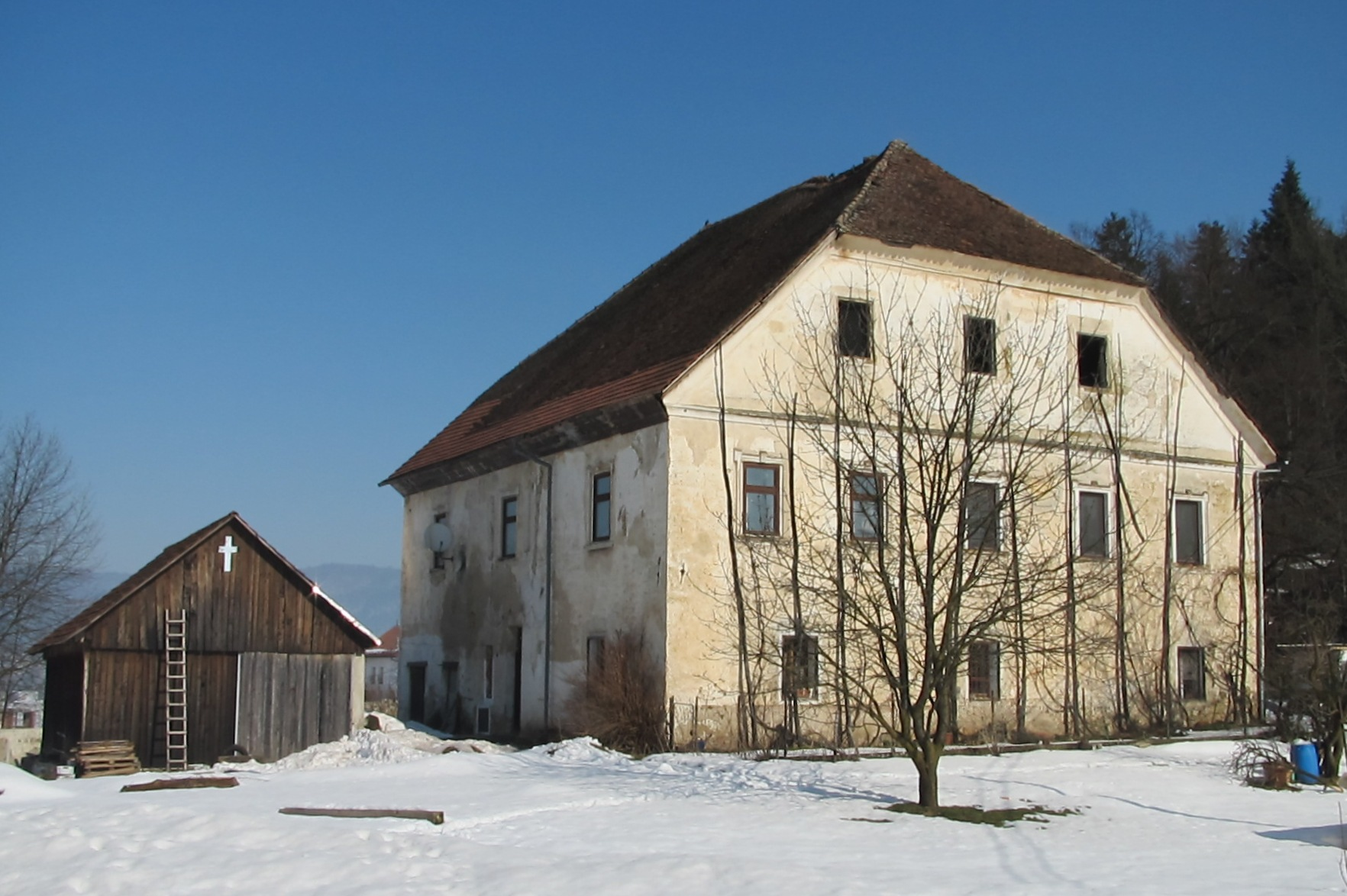
Landgoed Kusljan
Podplešivica